# Pabaiskas
Pabaiskas es una pequeña localidad en el Distrito de Ukmergė del Condado de Vilna, Lituania. Se encuentre a 10 km al suroeste de Ukmergė y tiene 249 habitantes. Hay una catedral de la Santísima Trinidad. El 1 de septiembre de 1435 tuvo lugar la batalla de Pabaiskas, en la que Segismundo I Kestutaitis derrotó a Švitrigaila y a sus aliados de la Orden Livonia.
El nombre de la ciudad deriva del vocablo polaco pobojowisko que significa sitio de batalla.
- Datos: Q5732330
- Multimedia: Pabaiskas / Q5732330